# لوستروف
لوستروف (به فرانسوی: Lostroff) یک کمون در فرانسه است که در Canton of Albestroff واقع شده‌است.

## خصوصیات
لوستروف ۴٫۹۶ کیلومترمربع مساحت و ۸۳ نفر جمعیت دارد و ۲۵۰ متر بالاتر از سطح دریا واقع شده‌است.